# 히가시오지마역
히가시오지마역(일본어: 東大島駅, ひがしおおじまえき)은 일본 도쿄도 고토구와 에도가와구에 걸쳐 있는 철도역이다.
역 주소는 역사무소가 있는 고토 구 쪽이다.

## 타는 곳
- 승강장 형태: 상대식 승강장 2면 2선

| 1 | 도영 지하철 신주쿠 선 | 신주쿠·게이오 선 방면 |
| 2 | 도영 지하철 신주쿠 선 | 모토야와타 방면       |

## 역세권 정보
- 구 나카가와 강(이 강 위에 역 건물이 있음)
- 아라카와강

## 역사
- 1978년 12월 21일 - 영업 개시.

## 사진

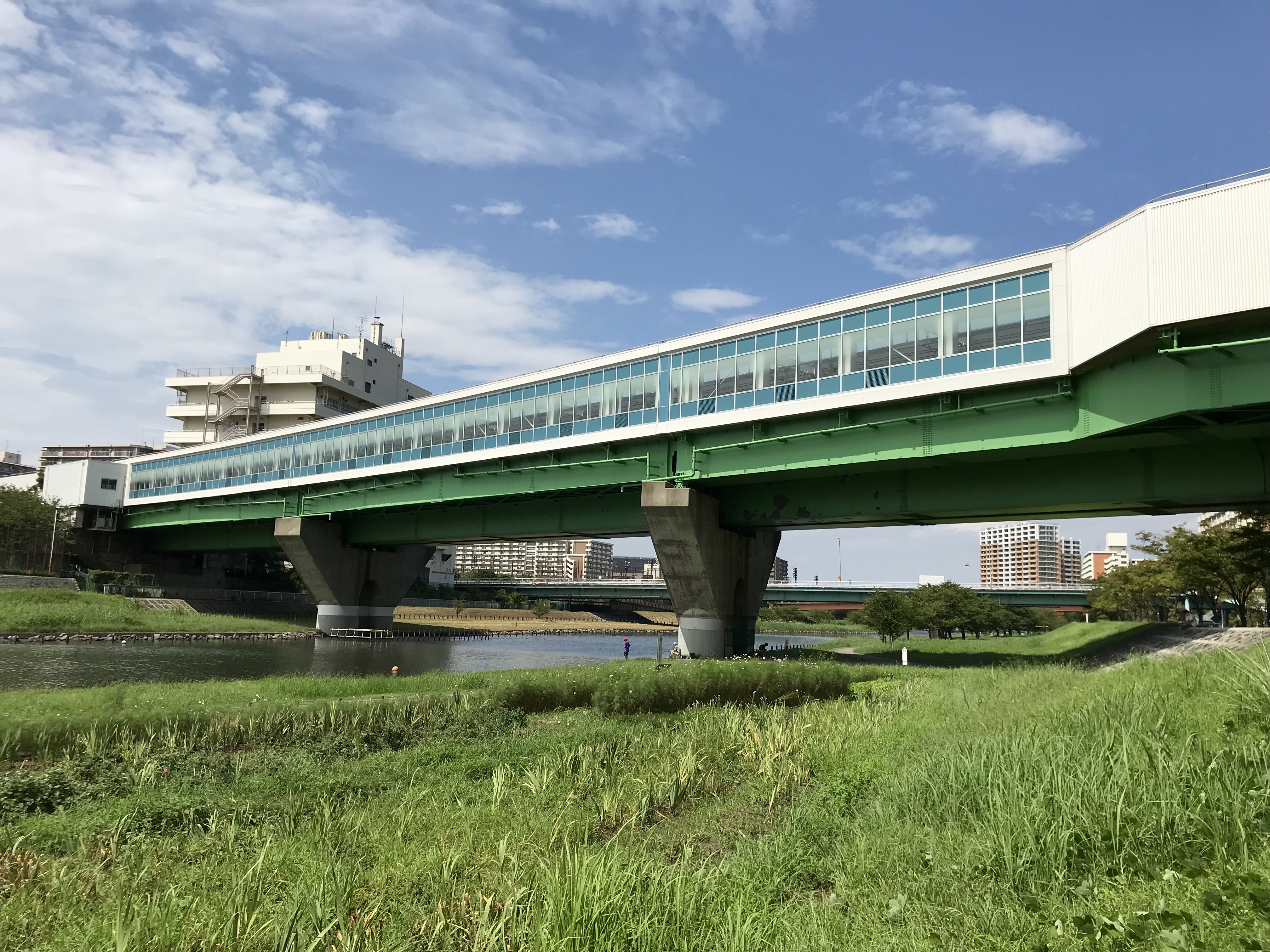
구 나카가와 위에 있는 역 건물 모습(2019년 8월 29일)
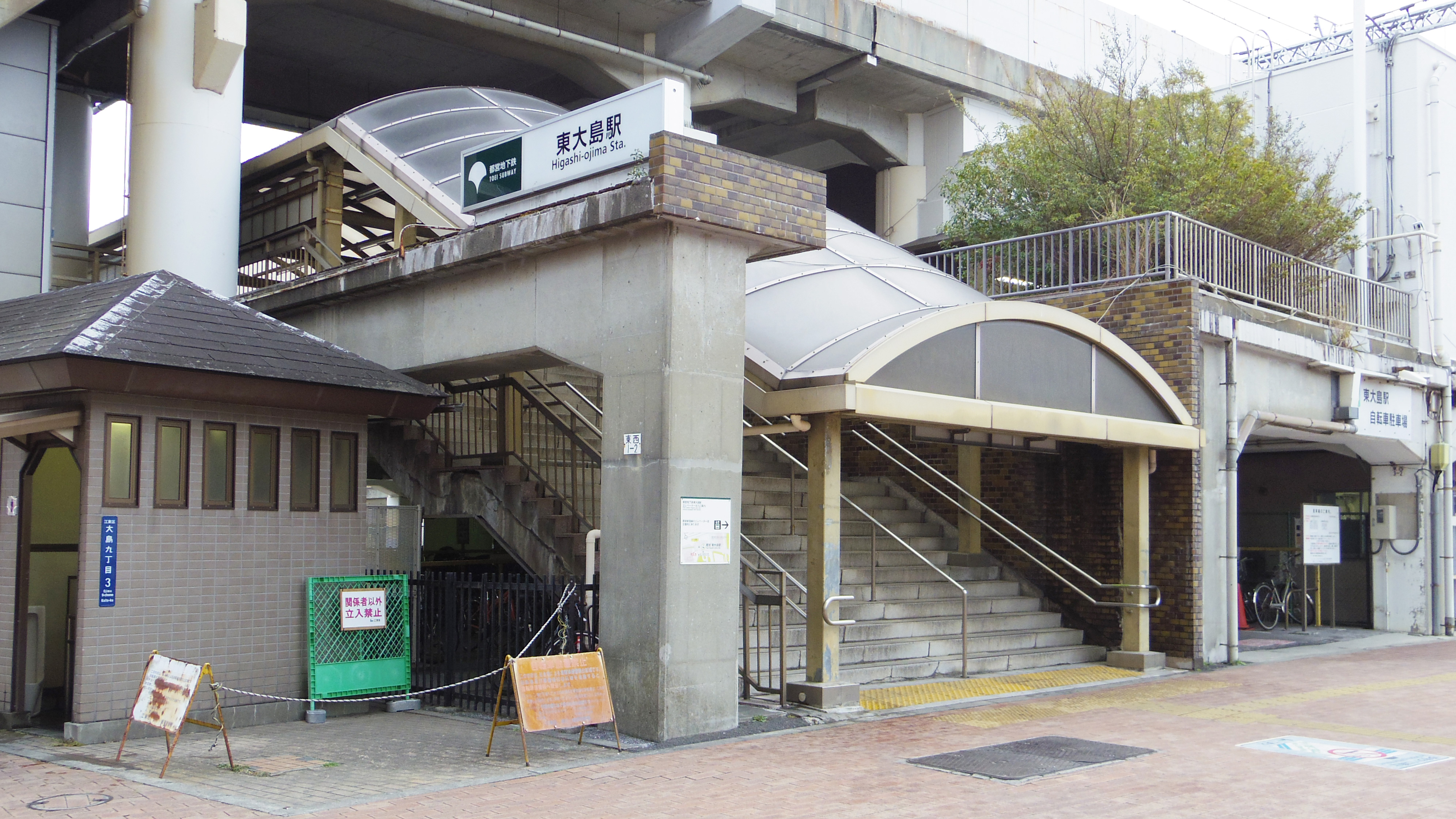
서쪽(오지마구치) 출입구(2019년 2월 11일)

## 인접역
| 도쿄 도 교통국 지하철 10호선 신주쿠 선 | 도쿄 도 교통국 지하철 10호선 신주쿠 선 | 도쿄 도 교통국 지하철 10호선 신주쿠 선 |
| -------------------------------------- | -------------------------------------- | -------------------------------------- |
| S 15 오지마 신주쿠 방면                | 신주쿠 선 통근 쾌속 쾌속 각역 정차     | 후나보리 S 17 모토야와타 방면          |